# Seututie 959
Pour les articles homonymes, voir Route 959.
La route régionale 959 (finnois : Seututie 959)  est une route régionale du village de Kaaresuvanto dans la municipalité de Enontekiö en Finlande,,.

## Présentation
La route régionale 959 est une route régionale de Laponie qui mène de la route nationale 21 jusqu'à la frontière entre la Finlande et la Suède. 
La route fait environ 800 mètres de long.